# Francesco Barberini (1597–1679)
Francesco Barberini (ur. 23 września 1597, zm. 10 grudnia 1679) – włoski kardynał. Nepot Urbana VIII.

## Życiorys
Studiował na uniwersytecie w Pizie. Wezwany przez swego wuja do Rzymu w 1623, został kreowany kardynałem na konsystorzu 2 października 1623 i mianowany superintendentem generalnym Państwa Kościelnego. Papież nadał mu półoficjalny tytuł Padrone i w krótkim czasie nadał mu szereg bogatych i dochodowych beneficjów (m.in. opactwo Farfa 1627–1666) oraz stanowisk, z czego najistotniejszym był nadany mu w 1632 urząd wicekanclerza Stolicy Apostolskiej. Przez pierwszych pięć lat (do 1628) pozostawał jednak w cieniu starszego i bardziej doświadczonego kardynała sekretarza stanu Lorenzo Magalottiego, krewnego Urbana VIII od strony matki. Ówcześni obserwatorzy wskazywali przy tym, że Francesco chętniej przesiaduje nad księgami niż angażuje się w sprawy państwowe. Istotnie, kiedy w 1626 objął urząd bibliotekarza Stolicy Apostolskiej, pełnił go z dużym oddaniem i gorliwością. Jego pierwszą poważniejszą misją polityczną były poselstwa do Francji (1625) i Hiszpanii (1626) w celu negocjowania z kardynałem Richelieu oraz hrabią Olivaresem rozwiązania problemu regionu Valtellina oraz kwestii spornych między Francją a Hiszpanią. Misja ta zakończyła się jednak fiaskiem.
W 1628 doszło do istotnych przetasowań w rządzie Państwa Kościelnego. Dotychczasowy sekretarz stanu Lorenzo Magalotti został "oddalony poprzez awans" do Ferrary, gdzie objął stanowisko biskupa. Do Kolegium Kardynałów Urban VIII powołał natomiast młodszego brata Francesco, Antonio Barberiniego. Do nominacji tej doszło mimo protestów Francesca, który obawiał się osłabienia swej pozycji. Na jego wyraźne żądanie Antonio nie powierzono początkowo żadnych istotnych funkcji w rządzie, choć hojnie obdarowano go beneficjami. W celu rozładowania napięcia między braćmi Urban VIII często wysyłał Antonio z misjami poza Rzym.
Po oddaleniu Magalottiego Francesco przejął faktyczne kierownictwo polityką Państwa Kościelnego jako pierwszy minister Urbana VIII, choć niemal do końca lat 30. papież najważniejsze decyzje podejmował samodzielnie. Sprawując funkcję superintendenta Francesco zyskał opinię człowieka pracowitego, pobożnego i uczciwego, choć o cholerycznym usposobieniu. Jednocześnie jednak, wskazywano na brak istotnych osiągnięć politycznych z jego strony. Fiaskiem zakończył się forsowany przez niego w latach 1633-37 projekt utworzenia przymierza obronnego państw włoskich. Prawdziwą katastrofą zakończył się konflikt o księstwo Castro, będące pod władzą dynastii Farnese. Ród Barberinich dążył do zagarnięcia tego księstwa dla siebie, co doprowadziło do wybuchu otwartej wojny (1641–1644). Zakończyła się ona klęską wojsk papieskich i spustoszeniem ziem Państwa Kościelnego. Wobec wojny trzydziestoletniej oraz konfliktu hiszpańsko-francuskiego papieska dyplomacja kierowana przez Barberiniego zajmowała postawę umiarkowanie profrancuską, co wywołało poważny kryzys w stosunkach z Hiszpanią i cesarzem.
Francesco Barberini, jako członek Rzymskiej Inkwizycji, był jednym z sędziów Galileusza. Był jednym z trzech członków trybunału, którzy odmówili złożenia podpisu pod wyrokiem skazującym uczonego.
W trakcie sprawowania rządów w Państwie Kościelnym Francesco Barberini dorobił się ogromnej fortuny oraz pokaźnej klienteli, ale także wielu wrogów. Na konklawe 1644 po śmierci Urbana VIII bezskutecznie próbował przeforsować kandydaturę swojego sojusznika, kardynała Giulio Sacchetti. W rezultacie papieżem został kandydat kompromisowy, kardynał Pamphilj jako Innocenty X. Pod naciskiem opinii publicznej wszczął on śledztwo w sprawie pochodzenia majątku rodu Barberini, oskarżając ich o nielegalne wzbogacenie się kosztem majątku Stolicy Apostolskiej. Francesco i jego bracia Antonio i Taddeo, którzy zostali dodatkowo oskarżeni o defraudację funduszy kościelnych w trakcie wojny o Castro (1642-44), uciekli do Francji pod opiekę kardynała Mazarina. W 1648 Francesco uzyskał papieskie przebaczenie i powrócił do Rzymu, gdzie osiadł w swym pałacu rodowym (Antonio wrócił dopiero w 1653, a Taddeo zmarł w Paryżu w 1647). W latach 1653–1655 należał do zwolenników donny Olimpii Maidalchini, bratowej Innocentego X, która wywierała znaczny wpływ na jego rządy. Przyjaźń Francesca z Olimpią była następstwem aliansu matrymonialnego między oboma rodami. Uczestniczył w konklawe 1655, w wyniku którego papieżem został Aleksander VII Chigi. Od tej pory swoją aktywność kościelno-polityczną ograniczał ściśle do zadań wykonywanych w związku z pełnionymi funkcjami kościelnymi. Z uwagi na długość stażu kardynalskiego, stopniowo wzrastała jego ranga wewnątrz Kolegium Kardynałów i ostatecznie w 1666 objął funkcję dziekana Świętego Kolegium. Przewodniczył konklawe 1667, 1669-70, 1676.
Zmarł 10 grudnia 1679 w Rzymie w wieku 82 lat.

## Mecenat naukowo – artystyczny
Francesco Barberini był mecenasem kultury, nauki i sztuki, protektorem wielu intelektualistów i artystów (np. Gian Lorenzo Berniniego) oraz kilku akademii, twórcą bogatej biblioteki Barberinich.

## Funkcje kościelne
Jako bratanek papieża Urbana VIII Francesco Barberini objął szereg stanowisk i urzędów, z czego część dawała mu realną władzę, a część jedynie dochody i prestiż:
- Superintendent generalny Państwa Kościelnego (1623–1644)
- prefekt Trybunału Apostolskiej Sygnatury Sprawiedliwości (1623–1628 i 1639–1640),
- legat apostolski w Awinionie (1623–1633) i w Urbino (1633–1645),
- gubernator Fermo (1623–1644) i Tivoli (1624–1632)
- bibliotekarz Świętego Kościoła Rzymskiego (1626–1633)
- archiprezbiter bazyliki laterańskiej (1627–1629), liberiańskiej (1629–1633) i watykańskiej (1633–1667)
- wicekanclerz Świętego Kościoła Rzymskiego (1632–1679)

Ponadto Francesco zasiadał w wielu kongregacjach kurialnych:
- Kongregacji ds. Dobrobytu (1623–1644, 1668–1679)
- Świętej Konsulcie (1623–1679, w tym 1623–1644 jako prefekt)
- Trybunale Apostolskiej Sygnatury Łaski (1623–1644)
- Kongregacji ds. Wód (1623–1679)
- Kongregacji Dobrego Rządu (1623–1679, 1623–1644 jako prefekt)
- Kongregacji Świętego Oficjum Inkwizycji (1623–1679, od 1633 jako sekretarz)
- Kongregacji Rozkrzewiania Wiary (1623–1679)
- Kongregacji ds. Dróg (1623–1679)
- Kongregacji Indeksu (1623–1679)
- Kongregacji ds. Legacji Awiniońskiej (1623–1633)
- Kongregacji ds. Ceremoniału (1629–1679)
- Kongregacji ds. Kościelnych Immunitetów (1629–1679)
- Fabryce Świętego Piotra (1633–1679, do 1667 jako prefekt)
- Kongregacji Konsystorialnej (1644–1679)
- Kongregacji ds. Egzaminowania Biskupów (w 1644)
- Kongregacji ds. Brzegów Tybru (1670–1679)

Nadto był kardynałem-protektorem:
- Szkocji (1623–1679)
- Anglii (1626–1679)
- Aragonii (1626–1634)
- Portugalii (1626–1634)
- Republiki Raguzy (1633–1679)
- Szwajcarii (1626–1679)
- benedyktynów z Kongregacji Kasyneńskiej (1632–1679)
- Zakonu franciszkanów obserwantów (1633–1679)
- kanoników regularnych laterańskich (1626–1653)
- Akademii Szkockiej w Rzymie (1623–1679)
- Kolegium Angielskiego w Rzymie (1626–1679)
- Arcybractwa S. Girolamo della Carita
- Arcybractwa del Gonfalone
- Arcybractwa Zwiastowania NMP w kościele S. Maria sopra Minerva
- Arcybractwa św. Jakuba dla Nieuleczalnych
- Arcybractwa św. Rocha
- Kolegium Clementinum
- Kolegium Germanicum & Hungaricum (jako współprotektor)
- Domu Pobożnego św. Klary
- Szpitala dla Obłąkanych w Rzymie
- Zakonu Maltańskiego
- Kongregacji Sacro Monte della Pietà
- Kongregacji Kobiet Pokutujących
- żeńskiego klasztoru S. Susanna
- Uniwersytetu La Sapienza (jako współprotektor)
- zakonu celestynów (1645–1653)
- Akademii dei Pittori in Ss. Luca e Martina